# فوردسویل (کنتاکی)
فوردسویل (به انگلیسی: Fordsville) شهری در ایالت کنتاکی کشور ایالات متحده آمریکا است که جمعیت آن در سرشماری سال ۲۰۱۰ میلادی، ۵۲۴ نفر بوده‌است.